# أبو نمي بن أبي سعد
محمد أبو نمي بن أبي سعد الحسن بن علي بن قتادة الحسني ؛ ق. 1232 – 8 أكتوبر 1301)، يشار إليه أحيانًا باسم أبو نمي الأول ، كان أمير وشريف مكة من 1250 إلى 1301، مع انقطاع.

## الحياة

### حكم مشترك مع والده أبو سعد الحسن
ولد محمد أبو نمي حوالي سنة 630 هـ (قرابة 1232). تولى والده أبو سعد الحسن إمارة مكة في ذي القعدة 647 هـ (فبراير 1250). بعد ذلك بوقت قصير، ذهب راجح بن قتادة إلى المدينة المنورة حيث حصل على دعم من بني حسين، أقاربه من جهة الأم، للإطاحة بأبي سعد. انطلق من المدينة مع 700 فرسان بقيادة عيسى بن شيحة، أمير المدينة المنورة. في طريقهم إلى مكة، تعرضوا لكمين من قِبل أبو نمي، الذي انطلق من ينبع مع 40 من الفرسان فقط بعد تلقيه خبرًا عن تقدمهم. كان هجومه ناجحًا وتراجع راجح وعيسى إلى المدينة المنورة. عند عودة أبو نمي المنتصر، كافأه أبو سعد بمشاركته حكم مكة.
حكم أبو سعد مع أبي نمي حتى شهر رمضان 651 هـ (أكتوبر / تشرين الأول 1253)، عندما استولى جماز بن الحسن على مكة مع قوات من جزيرة السراين وقتل أبو سعد. تم عزل جماز بسرعة من قبل راجح بن قتادة، والذي تم بدوره إقالته من قبل نجله غانم بن راجح في ربيع الأول 652 هـ (أبريل/مايو 1254).

### حكم مشترك مع إدريس بن قتادة
في شوال 652 هـ (نوفمبر - ديسمبر 1254) استولى أبو نمي وإدريس بن قتادة على الإمارة من غانم بن راجح بإراقة دماء محدودة (قتل ثلاثة من الأشراف). لكن في الشهر التالي، وصل القائد اليمني مبارك الدين بن بيرطاس بقوة 100 فارس للسيطرة على مكة وإعادة هيمنة الدولة الرسولية. طلب أبو نمي وإدريس مساعدة من جماز بن شيحة، أمير المدينة المنورة، لكن تحالفهما هُزِم يوم الأربعاء، 25 ذي القعدة (6 يناير 1255) في قوز المكاسة (قوز المكاسة: دعص رمل أسفل من كدي، كان يسمى «الرمضة».)، جنوب مكة المكرمة، واحتل مكة بن برطاس.
في يوم السبت الأخير من محرم 653 هـ (6 مارس 1255)، عاد أبو نمي وإدريس مع تعزيزات، بدعم جديد من قبل جماز بن شيحة، وألحق هزيمة ساحقة بابن برطاس. نزولاً من قمم الجبال، دخلوا مكة بالقوة وألحقوا خسائر فادحة بالجيش اليمني. وتم القبض على بن برطاس نفسه، لكنه إفتدى نفسه وسُمح له بالعودة إلى اليمن.
في عام 654 هـ (1256 م) سافر إدريس إلى السراين لزيارة شقيقه راجح، وفي غيابه سيطر أبو نمي على الإمارة. عندما عاد إدريس إلى مكة مع راجح، تصالح الثلاثة وعاد إدريس إلى الحكم المشترك.
في عام 655 أو 656 هـ (1257 أو 1258) غادر أبو نمي مكة لمحاربة قبيلة ثقيف، وفي غيابه استولى بعض أبناء حسن بن قتادة على مكة واسروا إدريس. عندما سمع أبو نمي الأخبار عاد إلى مكة وهرب المهاجمون دون قتال، بعد استيلائهم على مكة لمدة ستة أيام.
في عام 659 هـ (1261 م) أراد المظفر يوسف الحج. عندما اقترب من مكة مع جيشه، هرب أبو نمي وإدريس من الخوف، ولم يعودا إلا بعد رحيله بعد عشرة أيام من انتهاء الحج.
في شعبان 667 هـ (1269 م)، أطاح أبو نمي بإدريس وأمر أن تقام خطبة الجمعة باسم الظاهر بيبرس، سلطان الدولة المملوكية. وأبلغ بيبرس أنه خلع عمه بسبب ميوله الأخيرة المؤيدة للدولة الرسولية، وطلب من السلطان إصدار مرسوم ملكي يمنع أمير المدينة من مساعدة إدريس. قبل بيبرس ولاء أبو نمي بشرط أن يفي بمسؤولياته تجاه المسجد الحرام وزواره، بما في ذلك عدم فرض أي ضرائب إضافية. كما نص السلطان على أن تكون كل من خطبة الجمعة والسكة (العملة المعدنية) باسمه، وفي المقابل سيتلقى أمير مكة مدفوعات سنوية قدرها 20.000 درهم. بعد أن وافق أبو نمي على هذه الشروط، أرسل له بيبرس شهادة تقليد للمنصب. بعد فترة وجيزة تصالح إدريس مع أبو نمي وقبل بيبرس أن يكونا كلاهما أميران مشتركين في حكم مكة. في ذلك العام قام بيبرس بالحج وكان مسروراً بحكمهم.

### حكم مستقل
في ربيع الأول عام 669 هـ (نوفمبر 1270 م) قُتل نجل أبي نمي وتحارب مع إدريس الذي أطاح به من الإمارة. فر أبو نمي إلى ينبع لطلب المساعدة من أميرها. بعد أربعين يومًا، عاد في جمادى الأولى (ديسمبر 1270) مع تعزيزات وهزم إدريس في خليص. قام أبو نمي بقطع رأس عمه شخصيًا وتولى السيطرة المستقلة على الإمارة.
في أواخر صفر 670 هـ (أكتوبر 1271)، دخل جماز بن شيحة، أمير المدينة المنورة، في تحالف مع غانم بن إدريس بن حسن بن قتادة، أمير ينبع، واستولوا سويًا على مكة وأُسقطوا أبو نمي. احتلوا المدينة لمدة أربعين يومًا، حتى ربيع الآخر (نوفمبر 1271)، عندما هزمهم أبو نمي في المعركة واستعاد مكة. في 19 ربيع الآخر 675 هـ (ق. 29 سبتمبر 1276) تقدم جماز مع إدريس بن حسن بن قتادة، أمير ينبع، إلى مكة بجيش مكون من 215 من الفرسان و 600 جندي مشاه. لقد هُزِم من قبل قوات أبو نمي في مر الظهران (وادي فاطمة)، على الرغم من أن أبو نمي كان يفوق عدده ب 100 من الفرسان و 180 جندي مشاه فقط. تم أسر إدريس، ولكن جماز نجا.
في عام 681 هـ (1282/1283)، طالب المنصور قلاوون من مصر بأداء الولاء المطلق من أبي نمي. هذه المعاهدة الأخيرة مع المماليك لا تتعلق فقط بالخطبة والسكة باسم السلطان، ولكن أيضًا احتكار السلطان لتزويد الكسوة السنوية.
في عام 687 هـ (1288 م) طلب جماز جيشًا من قلاوون لخلع أبو نمي وإخضاع مكة بقوة أكبر في ظل حكم المماليك. أرسل السلطان لجماز جيشًا، ونجح في الاستيلاء على المدينة من أبو نمي. ومع ذلك، فقد تم توضيح نواياه عندما تولى الحكم على مكة المكرمة والسكة باسمه. قبل نهاية العام، تسمم جماز، حسبما ورد، على يد أحد الحاضرين لزوجته خزيمة، ابنة أبو نمي. عاد إلى المدينة المنورة، واستعاد أبو نمي الإمارة.
في اليوم الأخير من ربيع الأول 691 هـ (21 مارس 1292)، استبدل أبو نمي اسم الأشرف خليل بن قلاوون في خطبة الجمعة باسم المظفر اليمني. في عام 692 هـ، أمر المملوك أمير الركاب أبو نمي بمرافقته إلى مصر. لقد انطلقوا في أوائل عام 693 هـ، لكن أبو نمي عاد إلى ينبع عندما تلقوا نبأ وفاة خليل..

### التنازل والموت
يوم الجمعة، 2 صفر 701 هـ (6 أكتوبر 1301) تنازل أبو نمي لولديه حميضة ورميثة. توفي بعد يومين في الجديدة في وادي مر الظهران (وادي فاطمة) بالقرب من مكة. كانت جنازته في مكة، ودُفن في مقبرة المعلاة بالقرب من قبة قبر والده أبو سعد وجده جده قتادة. تم بناء قبة فوق قبره.

## ذريته
وفقًا لابن عنبة، كان لأبي نمي ما مجموعه 30 ولداً. مات بعض من أبنائه خلال حياته. ووفقًا للنويري، عندما توفي أبو نمي، كان لديه 21 ولداً و 12 بنات و 4 زوجات. قام عز الدين أبن فهد بجمع الأسماء التالية لأبنائه:
- حسان أمه رضوة.
- حمزة بن أبي نمي، أمه حسنية وعطيفة.
- حميضة بن أبي نمي أمير مكة، أمه حبشية.
- راجح
- رميثة بن محمد، أمير مكة، رميثة بن أبي نمي، أمه حبشية.
- زيد الأول («الأكبر») بن أبي نمي، أمه رضوية. قتله بعض عبيد إدريس بن قتادة فقتل أبو نمي إدريس، أمه حبشية.
- زيد عز الدين بن أبي نمي «زيد الثاني» («الأصغر»)، سلطان سواكن، ثم نقيب الطالبيين في العراق. سيد كبير القدس ورد من الحجاز إلى العراق واقطعه السلطان ضيعة بالحلة.
- سيف
- شملية بن أبي نمي، (أبو سعد)، أمه المكاثرة. كان شاعراً فارساً نجيباً مات في سنة ثلاث وثمانين وسبعمائة ومن شعره ما أنشدنه أخوه عز الدين زيد الثاني عند وروده العراق من الحجاز في سنة ثمان وتسعين وستمائة من قصيدة ذكر أنها تسعون بيتاً أولها)شعر (ليس الحموك ولا الواحات من شيمي ولا القنوع بأدنى العيش من هممي ما ولست بالرجل الراضي بمنزلة مالم أط الفلك الدوار بالقدمى ميتا وابيض العرض من عار ومن دنس عف الازاد عن الفحشاء والاثم ومنها يصف بعض أصحابه ولا يبالون أن أعراضهم سمت في النابيات بهزل الشاء والنعم. له من الأبناء: حازم بن شميلة بن أبي نمي وشميلة بن شميلة بن أبي نمي وواصل بن شميلة بن أبي نمي.
- عبد الله
- عبد الكريم
- عاطف بن أبي نمي، أمه وأم أخيه عطيفة.
- عطاف
- عطيفة بن أبي نمي أمير مكة، أمه قيسية.
- مقبل
- لبيد بن أبي نمي، أمه بدوية.
- منصور بن أبي نمي، أمه أم أخوته عاطف وعطيفة.
- مهدي بن أبي نمي،
- نمي
- أبو دعيج
- أبو سويد
- عماد الدين أبو الغيث بن محمد أبي نمي، أمير مكة قُتل على يد شقيقه حميضة عام 714 هـ (1314/1315)، أمه هذلية.

- طاهر بن أبي نمي، أمه حبشية.
- عنينة بن أبي نمي، أمه حبشية.

وتفيد التقارير أن كنيته كانت أبو مهدي، والتي يمكن الاستدلال منها على أن ابنه الأول المولد كان اسمه مهدي. لذلك، من المحتمل أنه لم يكن لديه ولد اسمه نمي، وأنه كان يدعى أبو نمي لسبب مختلف.
وشملت بناته:
- خزيمة - تزوجت جماز بن شيحة، أمير المدينة المنورة، في 682 هـ (1283)[19]

| محمد أبو نمي بن أبي سعد الحسن بن علي بن قتادةبنو قتادة |                                                                |                       |
| منصب                                                   |                                                                |                       |
| سبقه أبو سعد الحسن                                     | أمير مكة 1250 – أكتوبر/نوفمبر 1253 مع أبو سعد الحسن            | تبعه جماز بن الحسن    |
| سبقه غانم بن راجح                                      | أمير مكة نوفمبر / ديسمبر 1254 - 6 يناير 1255 مع إدريس بن قتادة | تبعه بن برطاس         |
| سبقه بن برطاس                                          | أمير مكة 6 مارس 1255 - 1270 نوفمبر مع إدريس بن قتادة           | تبعه إدريس بن قتادة   |
| سبقه إدريس بن قتادة                                    | أمير مكة ديسمبر 1270 – أكتوبر 1271                             | تبعه جماز بن شيحة     |
| سبقه إدريس بن قتادة                                    | أمير مكة ديسمبر 1270 – أكتوبر 1271                             | تبعه غانم بن إدريس    |
| سبقه جماز بن شيحة                                      | أمير مكة نوفمبر 1271 – 1288                                    | تبعه جماز بن شيحة     |
| سبقه غانم بن إدريس                                     | أمير مكة نوفمبر 1271 – 1288                                    | تبعه جماز بن شيحة     |
| سبقه جماز بن شيحة                                      | أمير مكة 1288 – 6 أكتوبر 1301                                  | تبعه رميثة بن محمد    |
| سبقه جماز بن شيحة                                      | أمير مكة 1288 – 6 أكتوبر 1301                                  | تبعه حميضة بن أبي نمي |